# 山上たつひこ
山上 たつひこ（やまがみ たつひこ、本名：山上 竜彦（読み同じ）、1947年12月13日 - ）は、日本の漫画家・小説家。小説家としての名義は山上 龍彦（本名と読み同じ）ならびに秋津 国宏（あきつ くにひろ）。
徳島県生まれ、大阪府育ち。現在は金沢市在住。大阪鉄道高校（現・大産大附属高校）卒業。代表作はディストピア漫画『光る風』、ギャグ漫画『がきデカ』『喜劇新思想大系』、漫画原作として『羊の木』など。

## 来歴
出生名は三宅 竜彦。養子に出されて森田姓となり、大阪に移ってから母方の旧姓の山上姓となる。
高校卒業後、大阪の日の丸文庫に入社し、編集の傍ら貸本劇画を描きはじめる。1965年 、日の丸文庫「影 別冊」掲載の『秘密指令0』で正式に漫画家デビュー。以後、SF、ホラーなどを執筆する。雑誌デビューは1968年、芳文社「コミックmagazine」3月12日号掲載の『第七病棟異常なし』。
1969年には「週刊少年マガジン」に『二人の救世主』を発表してメジャーデビューを果たす。翌1970年には同誌で初期の代表作である『光る風』の連載を開始。当時の社会情勢を巧みに反映させ、軍国主義の台頭とその恐怖を描いた内容は読者に強い衝撃を与えると同時にポリティカル・サスペンスをいち早く手掛けたことによって、高い評価を受けた。
1971年には上京し和光市のアパートに暮らす。同年、練馬区大泉の一軒家に引越し、この場所で数々の傑作を発表することになる。
1972年には、『喜劇新思想大系』の連載を開始。これまでのシリアスな内容とはうって変わったスラップスティックで過激なギャグは驚きと絶賛を浴び、ギャグ漫画の新境地を開拓。1974年、「週刊少年チャンピオン」にて連載開始された『がきデカ』が爆発的な大ヒットを記録。『がきデカ』は、水島新司の『ドカベン』や鴨川つばめの『マカロニほうれん荘』と並んで「週刊少年チャンピオン」の部数増に貢献した作品となり、社会現象を巻き起こした。
1980年に『がきデカ』の連載を一旦終了。その後の1980年代は作風が変わり、『湯の花親子』に代表されるような「平凡な日常生活に潜む微妙な不条理・違和感」と「日本的な日常風景」を主題としたギャグ漫画を多く描くようになる。一方では、体型が真ん丸なキャラクターたちが活躍する『鬼刃流転―孤高の天才剣士柳左近』のような前衛的なギャグ漫画も発表している。
しかし、漫画表現に限界を感じ、1990年の『がきデカ』完結編の脱稿とともに漫画執筆をやめ、小説家に転向したが、近年はまた漫画執筆に意欲を見せ、2004年には『がきデカ』の続編となる『中春こまわり君』を「ビッグコミック」にて発表した。
2014年、原作者として『羊の木』（作画︰いがらしみきお）で、第18回文化庁メディア芸術祭マンガ部門優秀賞を受賞。

## 逸話
- 『光る風』など社会派でシリアスな内容が連載当時話題となっていたため、『喜劇新思想大系』や『がきデカ』など型破りな作風に移り変わった事で、「山上は当局に捕まり、人格改造を受けた」という噂がたった。
- 発表当時はそれほど評価されていなかった『がきデカ』は『喜劇新思想大系』の内容をやや薄めて俗っぽくしたものである。しかし爆発的な大ヒットとなった事で、むしろ苛立ちや嫌悪を感じていたと後年語っている。
- 山上が小説家への転向を目指したきっかけは、『光る風』連載時、編集者に勝手にネーム（台詞）を書き換えられたことだと言われている。当時本人はマンガファン向けミニコミ誌のインタビューで、「小説だったらこんなこと（作者に無断で内容を書き換えられること）はあり得ないだろう」と語っていた。

## 作品リスト

### 漫画
- イルカにのった少年（『まんがジャイアンツ』1966年10月号）
- 砂塵（『まんがジャイアンツ』1967年2月号）
- 漂流（『まんがジャイアンツ』1967年3月号）
- 一軒家（『オール怪談』80号、1967年）
- 遺稿（『COM』1968年5月号）
- 破局への招待（『COM』1968年6月号）
- 人類戦記（『COM』1968年7月号～1969年3月号）
- 二人の救世主（『週刊少年マガジン』1969年2月9日号～2月23日号）
- やってきた悪夢たち（『週刊少年マガジン』1969年4月27日号）
- 鬼面帝国（『週刊少年マガジン』1969年6月29日号、7月6日号）
- うちのママは世界一（『ビッグコミック』1970年2月25日号）
- 光る風（『週刊少年マガジン』1970年4月26日号～11月15日号）
- 心（『週刊少年サンデー』1971年1月17日号）
- あな恐ろしや（『ビッグコミック』1971年2月1日増刊号）
- カマガサキ2013年（原作：小松左京）（『週刊少年マガジン』1971年2月21日号）
- 回転（『週刊少年マガジン』1971年3月28日号）
- 旅立て!ひらりん（『週刊少年サンデー』1971年6月13日号～8月22日号）
- 神代の国にて（『ヤングコミック』1972年2月23日号、3月8日号）
- 二丁目一番地恐怖団（『週刊少年チャンピオン』1972年4月17日号）
- マシン・ママ（『希望の友』1972年夏休み増刊号）
- 喜劇新思想大系（『別冊マンガストーリー』『マンガストーリー』1972年9月16日号～1974年3月9日号）
- 人間共の神話（『コミックVan』1972年11月23日号～1973年2月1日号）
- 石の顔（『週刊漫画TIMES』1973年2月24日号）
- 愛と涙の宇宙船（『漫画アクション増刊』1973年9月8日号）
- アフリカの爆弾（原作：筒井康隆）（『週刊漫画TIMES』1974年1月19日号～3月2日号）
- 探り山亀右衛門出世勝負（『週刊漫画アクション』1974年2月28日号）
- 冗談紳士録（『週刊漫画TIMES』1974年3月30日号）
- 粉砕学園（『マンガストーリー』1974年5月18日号）
- 天気晴朗なれども日は高し（『マンガストーリー』1974年6月15日号）
- 幕末お笑い三人組（『コミックミステリー』1974年6月22日号）
- さるとび佐助（『がんがん野郎』1974年7月20日号、8月23日号）
- がきデカ（『週刊少年チャンピオン』1974年10月21日号～1980年12月22日号、1989年10月27日号～1990年11月8日号、2009年4月23日号）
  - 中春こまわり君（『がきデカ』の続編。2004年と2006年、2008年、2009年ビッグコミック誌上で掲載された。）
- いやだなあ沖田君（『増刊ヤングコミック』1974年11月26日号）
- 半田溶助女狩り（『漫画ホット』1975年1月10日号～7月4日号）
- 地球防衛軍（『ビッグコミック』1975年4月10日号）
- 快僧のざらし（『月刊少年チャンピオン』1975年5月号～1978年7月号）
- イボグリくん（『増刊ヤングコミック』1975年5月27日号、『漫画アクション増刊スーパーフィクション』1981年3月7日号、1982年1月2日号～11月9日号）
- あるぷす犬坊（『週刊少年マガジン』1976年4月18日号～5月16日号）
- 恥ずかし探検隊（『コミックギャング』1976年9月号～12月号）
- ラビット君（『マンガくん』1977年4月10日号）
- スタミナサラダ（『週刊少年マガジン』1977年4月17日号～8月7日号）
- ゴムゴム（『週刊少年マガジン』1978年1月15/22日号）
- ボクシン子（『月刊少年チャンピオン』1978年8月号～1979年6月号）
- 沈没村から（『コミックギャング』1978年9月号）
- 能登の白クマうらみのはり手（『月刊少年チャンピオン』1979年8月号）
- ファーブル新婚記（『漫画アクション増刊スーパーフィクション』1979年8月31日号）
- にぎり寿司三億年（『月刊少年チャンピオン』1979年9月号）
- つんつるてん（『月刊少年チャンピオン』1979年11月号）
- タイムマシンつき電子レンジ（『月刊少年チャンピオン』1980年2月号）
- 大和民族体型保存会（『月刊少年チャンピオン』1980年4月号）
- 3980年野生の王国（『漫画アクション増刊スーパーフィクション』1980年4月19日号）
- 宇宙船えっさ丸（『月刊少年チャンピオン』1980年5月号）
- 原色犯罪妄想図鑑（『漫画アクション増刊スーパーフィクション』1980年8月2日号）
- ヨイショで満開（『週刊少年チャンピオン』1981年1月19日号～4月24日号）
- お薬ちょうだい（『ビッグコミックスピリッツ』1981年3月号）
- 半田溶助電気商会 感電しますよ（『週刊少年チャンピオン』1981年5月1日号～8月21日号）
- 玉鹿市役所 ええじゃない課（『週刊少年チャンピオン』1982年1月15日号～1983年5月20日号）
- お天気君（『プレイコミック』1982年5月13日号～1983年3月24日号）
- ごめん下さい（『週刊漫画アクション』1982年9月30日号、『スーパーアクション』1983年6月号～1984年5月号）
- JUDOしてっ!（『週刊少年チャンピオン』1983年7月15日号～1984年7月27日号）
- 仇討ちミコちゃん（『週刊少年マガジンSPECIAL』1984年1月5日号）
- 鉄筋トミー（『スーパーアクション』1984年6月号～1985年8月号）
- 冒険ピータン（『週刊少年チャンピオン』1985年1月18日号～4月19日号）
- 原色日本行楽図鑑（『スーパーアクション』1985年10月号～1987年9月号）
- 湯の花親子（『週刊読売』1986年1月19日号～1990年4月1日号）
- 金瓶梅（『プレイコミック』1986年12月25日号～1987年12月24日号）
- 主婦の生活（『ビッグコミック』1987年12月10日号、1988年3月25日号、8月10日号）
- 八百八町青空侍（『平凡パンチ』1988年8月11日号～11月10日号）
- 鬼刃流転（『NEWパンチザウルス』1989年2月23日号～7月4日号）

#### 漫画原作
- 羊の木（作画：いがらしみきお）
- ドウカン（作画：いいおたかし）
- 冷馬記 HIYAUMAKI（作画：喜国雅彦）
- くずりのジャム（作画：和泉晴紀）

### 選集等
- 山上たつひこ選集・全20巻（双葉社、1992年） 各巻に山上の自伝の連載が収録されていたが、長らく、単行本化はされていなかった。2017年に『大阪弁の犬』（フリースタイル）に収録されて刊行された。
- 山上たつひこ撰集・全5巻（小学館クリエイティブ） 2008年から江口寿史監修、フリースタイルの吉田保編集。
  - 能登の白クマうらみのはり手
  - にぎり寿司三億年
  - 天気晴朗なれども日は高し
  - 原色日本行楽図鑑
  - つんつるてん
- 単行本未収録傑作選（小学館クリエイティブ 2008 - ）
  - 一軒家
  - 神代の国にて
  - 人間共の神話
- 山上たつひこ初期傑作選（小学館クリエイティブ 2012 - ）
  - やってきた悪夢たち
  - 回転
  - 旅立て!ひらりん

### 完全版／完本
- 喜劇新思想大系 完全版 上下　フリースタイル 2004
- 快僧のざらし 完全版　小学館クリエイティブ　上下 2009
- 半田溶助女狩り the complete edition フリースタイル 2010
- 主婦の生活完全版  小学館クリエイティブ 2011
- 完本 湯の花親子 大湯の巻/真湯の巻 小学館クリエイティブ 2011
- 光る風 完全版 フリースタイル　2015

### 小説

#### 山上龍彦名義
- 「兄弟! 尻が重い」講談社、1993年 のち講談社文庫
- 「太平」講談社、1993年　
  - 『それゆけ太平』（講談社文庫）
- 「蝉花」集英社、1995年
- 「高原のお嬢さん」講談社、1995年
  - 「つるりとせ」実業之日本社、1996年
- 「春に縮む」河出書房新社、1996年
- 「夏の潮」集英社、1997年

#### 山上たつひこ名義
- 「ブロイラーは赤いほっぺ」河出書房新社、1988年　
  - 「鶏―とり」（河出文庫）1996
- 「追憶の夜」マガジンハウス、2003年
  - 　加筆改稿『火床より出でて』 小学館文庫  2011年
- 「枕の千両」 フリースタイル 2015年

雑誌掲載
- 「王子失踪す」 - 『小説新潮』2020年7月号
- 「キャロル叔母さん」 - 『小説新潮』2020年8月号
- 「フラワー・ドラム・ソング」 - 『小説新潮』2020年12月号

### エッセイ集
- 「大阪弁の犬」　フリースタイル 2017年

### テレビドラマ原作
- 「おろし金にしろい指」　DRAMADOS（関西テレビ・1991年）

## 関連人物
- 田村信 - 元アシスタント。
- 六田登 - 元アシスタント。
- 江口寿史 - 山上のファンであり影響を公言している。私生活でも交流があり、「中春こまわり君」ではアシスタントを務め、山上たつひこ撰集の監修も務める。
- 山止たつひこ - 「こちら葛飾区亀有公園前派出所」の作者である秋本治。「こちら-」連載初期は山上のパロディである山止名義を使用していたが、山上からクレームが出た為[5]秋本治名義に変更。
- もとやま礼子 - 矢代まさこの引っ越しの手伝いに来た山上と出会ったことが、『ごん』1968年8月号でのデビューのきっかけになった。